# Aulacophora circumdata
Aulacophora circumdata là một loài bọ cánh cứng trong họ Chrysomelidae. Loài này được Blanchard miêu tả khoa học năm 1853.